# Kailash Satyarthi
Kailash Satyarthi (Vidisha, Madhya Pradesh, India; 11 de enero de 1954) es un activista indio por los derechos de los niños y ganador del Premio Nobel de la Paz en 2014 junto a Malala Yousafzai.
Desde los 43 años ha trabajado mucho con el movimiento indio contra el trabajo infantil. Su organización Bachpan Bachao Andolan ha liberado a más de 80 000 niños de varias formas de esclavitud, ayudándoles a su reintegración, rehabilitación y educación. Ganó el Premio Nobel de la Paz 2014 junto a Malala Yousafzai «por su lucha contra la represión de los niños y jóvenes, y por el derecho de todos los niños a la educación».

## Trayectoria
Satyarthi ha desarrollado campañas mundiales sobre temas sociales relacionados con la infancia. Ha formado parte de la marcha mundial contra el trabajo infantil y su órgano internacional de promoción, el Centro Internacional sobre trabajo infantil y educación (ICCLE).
Una de sus formas para combatir el trabajo esclavo es concientizar a los consumidores  para no comprar productos fabricados por niños esclavos.
Ha sufrido varios intentos de asesinato debido a su cruzada abolicionista.

## Obras
Es autor de Salvemos a la infancia. La lucha de un hombre contra la explotación infantil (México, Grano de Sal, 2019).

## Reconocimientos
Las contribuciones de Satyarthi han sido reconocidas con varios premios internacionales. Entre ellos:
- 2014: Premio Nobel de la Paz, compartido con Malala Yousafzai
- 2009: Premio Defensores de la Democracia (Estados Unidos)
- 2008: Premio Internacional Alfonso Comín (España)[5]
- 2007: Medalla del Senado italiano
- 2007: Reconocido en la lista de "Héroes que actúan para terminar con la esclavitud moderna" del Departamento de Estado de los Estados Unidos[6]
- 2006: Premio Libertad (Estados Unidos)
- 2002: Medalla Wallenberg, concedida por la Universidad de Míchigan[7]
- 1999: Premio de los derechos humanos de la Fundación Friedrich Ebert (Alemania)[8]
- 1995: Premio Robert F. Kennedy de Derechos Humanos (Estados Unidos)[9]
- 1995: Premio Trumpeter (Estados Unidos)[10]
- 1994: Premio Internacional de la Paz de Aquisgrán (Alemania)[11]
- 1993: Seleccionado como Emprendedor Social de Ashoka (Internacional)